# Paul Godwin
Paul Godwin, artiestennaam van Pinchas Goldfein (Sosnowitz, 28 maart 1902 – Laren (Noord-Holland), 9 december 1982), was een Pools-Nederlandse violist, altviolist en dirigent. Sinds 1952 had hij de Nederlandse nationaliteit.

## Levensloop

### Opleiding
De jonge Pinchas Goldfein studeerde viool in Warschau, waar hij leerling was van de violist en componist Stanislaw Barcewicz. Via Wenen en Boedapest, waar Jenő Hubay zijn leermeester was, belandde hij in 1920 in Berlijn. Hier studeerde hij bij Willy Hess aan de Berliner Hochschule für Musik. Om in zijn levensonderhoud te voorzien, speelde hij salonmuziek in restaurants en bij salonorkesten. Dat werd hem op het conservatorium niet in dank afgenomen en hij werd van de opleiding gestuurd.

### Carrière in Duitsland
In Berlijn richtte hij daarop, in 1922, zijn eerste orkest op. Godwin werd een bekende verschijning in de wereld van het cabaret, de salonmuziek en de jazz. Hij speelde in en met verschillende orkesten en ensembles, begeleidde solisten van naam, zoals Curt Bois en Otto Reuter. Daarnaast speelde hij in revues, danstheaters en voor de radio. Zijn bekendheid nam toe door een platencontract (1925) met Deutsche Grammophon. Tot 1933 werden meer dan 1500 opnamen gemaakt waaraan Godwin zijn medewerking verleende. Zijn dansorkest Paul Godwin's Jazz Symphonians werd aan het einde van de jaren twintig enorm populair. Vanaf 1929 werkte hij ook mee aan diverse films.

### Naar Nederland
Aan zijn Duitse roem kwam in 1933 een eind, toen Hitler aan de macht kwam. Korte tijd later verliet Godwin, van Joodse afkomst, het land. Hij reisde eerst naar Luxemburg, maar kwam al snel in Nederland terecht. Hier richtte hij een nieuw dansorkest op, waarmee hij ook in het buitenland optrad. Aan deze tweede succesperiode kwam een eind met de Duitse inval in het land. Omdat hij met een niet-Joodse vrouw getrouwd was, ontkwam hij aan deportatie, maar na een periode waarin hij in de Joodsche Schouwburg in Amsterdam kon optreden, werd hem vanaf 1941 het werk onmogelijk gemaakt in het kader van anti-Joodse maatregelen. Godwin moest dwangarbeid verrichten.
Na de oorlog hervatte hij zijn werk in concertzaal, theater en bij de omroep. Ook manifesteerde hij zich weer in de kamermuziek. Samen met de violisten Nap de Klijn en Jaap Schröder en de cellist Carel van Leeuwen Boomkamp vormde hij, als altist, het Nederlands Strijkkwartet. Ook speelde hij, als violist, in het ensemble Alma Musica. Samen met pianist Isja Rossican vormde hij een duo. Voor de VARA was hij regelmatig te horen, zowel in de klassieke als de lichte muziek. Zijn Orkest Paul Godwin genoot grote populariteit, terwijl hij als solist ook incidenteel met het Promenadeorkest werkte. Zijn repertoire reikte van Mozart tot Sjostakovitsj en de dansmuziek uit de jaren veertig.
Paul Godwin nam op 4 november 1972 afscheid van het podium tijdens een concert waaraan ook Yehudi Menuhin meewerkte, maar ook daarna was hij nog wel te beluisteren tijdens kamerconcerten.
Hij overleed in het Rosa Spier Huis in Laren.